# Klaeng Records
Klaeng Records ist ein unabhängiges deutsches Musiklabel, das vom Klaeng Jazzkollektiv in Köln geführt wird und 2014 gegründet wurde.

## Geschichte
Nachdem das Klaeng-Kollektiv, zunächst Pablo Held, Jonas Burgwinkel, Robert Landfermann, Tobias Hoffmann, Frederik Köster, Niels Klein und Tobias Christl 2010 ein erfolgreiches alljährliches Klaengfestival begründet hatte, das seit 2013 durch das Open-Air-Festival Summer-Klaeng ergänzt wurde, gründeten sie ein eigenes Label. 
Das Label wurde so konzipiert, dass es gemeinnützig, also nicht gewinnorientiert, arbeitet. Einnahmen aus dem Verkauf und den Lizenzen der Tonträger bzw. Downloads gehen in vollem Umfang an die Künstler. Fast von Beginn an war Klaeng Records auch für Produktionen offen, an denen die Klaeng-Musiker nicht beteiligt waren. Dort veröffentlichten Musiker wie Fabian Arends, Reza Askari, Mirna Bogdanović, Kristina Brodersen, Of Cabbages and Kings, Elisabeth Coudoux, Henning Berg/Simon Seidl, Cosmono, Jonas Engel, David Helm/Theresia Philipp/Thomas Sauerborn, The Great Harry Hillman, Lucas Leidinger, Oliver Lutz, Christoph Möckel, Matthias Nadolny/Bob Degen, Joscha Oetz, Nils Tegen oder Rebekka Ziegler. Das Label gestattet den ausgewählten Künstlern maximale Freiheit bei ihren Veröffentlichungen: Dies gilt sowohl für die Musik, als auch für die Wahl des Tonträgers (CD, LP, Download), die Gestaltung des Covers bzw. der Hülle und die Vermarktung.